# Frode Johnsen
Frode Johnsen (Skien, Noruega, 17 de març de 1974) és un futbolista noruec. Va disputar 36 partits amb la selecció de Noruega.